# Доманово (Брестская область)
Доманово (бел. Дама́нава) — агрогородок в Ивацевичском районе Брестской области Белоруссии. Входит в состав Бытенского сельсовета.

## География
Агрогородок находится в 19 км к северо-востоку от Ивацевичей, в 155 км от Бреста. К югу от агрогородка протекает река Гривда, впадающая в Щару, на которой находится Домановское водохранилище.
В западной части агрогородка находится станция Доманово на железнодорожной линии Минск — Брест. К востоку проходит магистраль М11/E85.

## История
До 24 августа 2022 года входил в состав и являлся административным центром Домановского сельсовета. 

## Население
- 1900 год — 504 чел.[5]
- 1997 год — 1400 чел., 541 двор[4].
- 1999 год — 1534 чел.
- 2009 год — 1634 чел.
- 2019 год — 1020 чел.[2]

## Инфраструктура
В агрогородке работают средняя школа, детский сад, дом культуры, библиотека, амбулатория, отделение связи. Базируется предприятие химического производства ОАО «Домановский производственно-торговый комбинат».

## Культура
- Историко-краеведческий музей ГУО "Домановская СШ"

## Достопримечательности и памятные места
- Храм Святой великомученицы Екатерины[7].
- Братская могила советских воинов и партизан[4].

## Известные уроженцы
- Олег Вячеславович Ермолович[бел.] — белорусский дипломат.